# Błonie (Topola)
Błonie – część wsi Topola w Polsce, położona w województwie świętokrzyskim, w powiecie kazimierskim, w gminie Skalbmierz.
W latach 1975–1998 Błonie administracyjnie należało do województwa kieleckiego.